# Сколково (платформа, Смоленський напрямок МЗ)
Сколково (рос. Сколково) — зупинний пункт/пасажирська платформа Смоленського (Білоруського) напрямку МЗ та маршруту МЦД-1 
в Одинцовському районі Московської області. Побудований в рамках організації прискореного руху і будівництва 3 і 4 головних колій на дільниці Москва-Пасажирська-Смоленська — Одинцово. До листопада 2019 — "Інноваційний центр «Сколково»".
Відкрито — 27 травня 2019 року.

## Інфраструктура
Вхід на платформи зупинного пункту здійснюється через надземний конкорс з використанням сходів, ескалаторів та ліфтів.